# کینوفورم
کینوفورم نوعی عدسی همگرا است که قادر است تابش پرتو ایکس را به طور مؤثری کانونی کند.از این عدسی‌ها می‌توان در مطالعه‌ی نانومواد استفاده کرد.همچنین از الماس در عدسی‌های کینوفورم بخاطر رسانندگی گرمایی بالا استفاده می‌شود.آن‌ها همچنین در تمام‌نگاری کاربرد دارند.

## مطالعه بیشتر
- A.F. Isakovic, A. Stein, J.B. Warren, S. Narayanan, M. Sprung, A.R. Sandy, K. Evans-Lutterodt, "Diamond Kinoform Hard X-ray Refractive Lenses: Design, Nanofabrication and Testing," J. Synch. Rad., 16, 8 (2009).